# Gare de Moret-Veneux-les-Sablons
Pour les articles homonymes, voir Moret.
La gare de Moret-Veneux-les-Sablons est une gare ferroviaire française établie à la bifurcation entre la ligne de Paris-Lyon à Marseille-Saint-Charles et la ligne de Moret - Veneux-les-Sablons à Lyon-Perrache. Elle est située sur le territoire de l'ancienne commune de Veneux-les-Sablons, à la limite de celui de Moret-sur-Loing, toutes deux intégrées à Moret-Loing-et-Orvanne, dans le département de Seine-et-Marne, en région Île-de-France.
Mise en service en 1860, par la Compagnie des chemins de fer de Paris à Lyon et à la Méditerranée (PLM), c'est une gare de la Société nationale des chemins de fer français (SNCF), desservie par les trains de la ligne R du Transilien et par des trains du réseau TER Bourgogne-Franche-Comté.

## Situation ferroviaire

Bifurcation.

Établie à 71 mètres d'altitude, la gare de Moret-Veneux-les-Sablons est située : au point kilométrique (PK) 66,780 de la ligne de Paris-Lyon à Marseille-Saint-Charles, entre les gares de Thomery et de Saint-Mammès ; et à l'origine, au PK 66,780 de la ligne de Moret - Veneux-les-Sablons à Lyon-Perrache, avant la gare de Montigny-sur-Loing, dont elle est séparée par le viaduc de Montigny-sur-Loing,.
La gare comporte de nombreuses voies de garage liées à son ancienne activité de gare de triage et un poste d'aiguillages.

La bifurcation au fil du temps
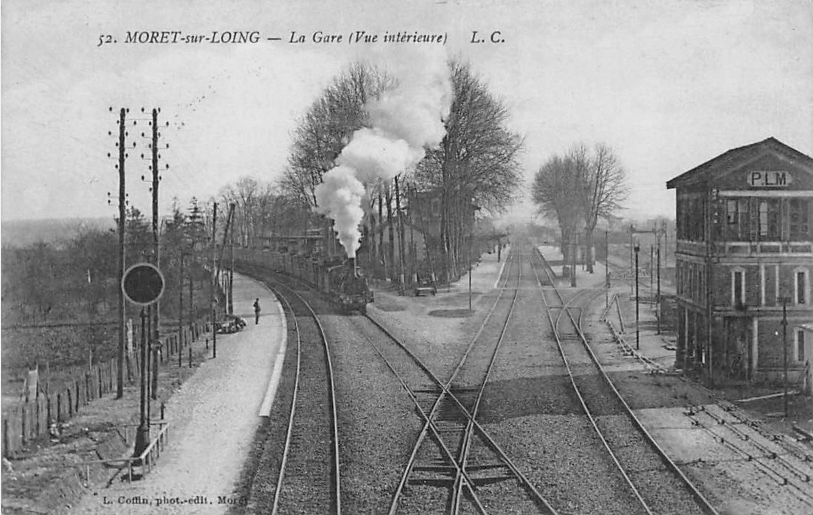
Vers 1900.
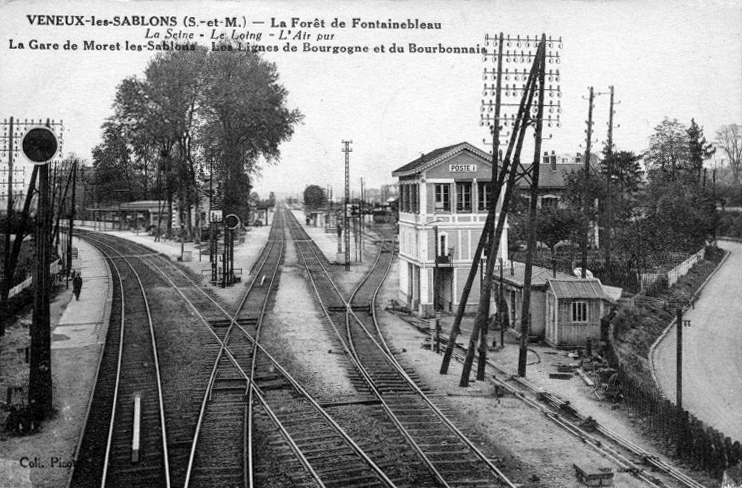
Vers 1920.
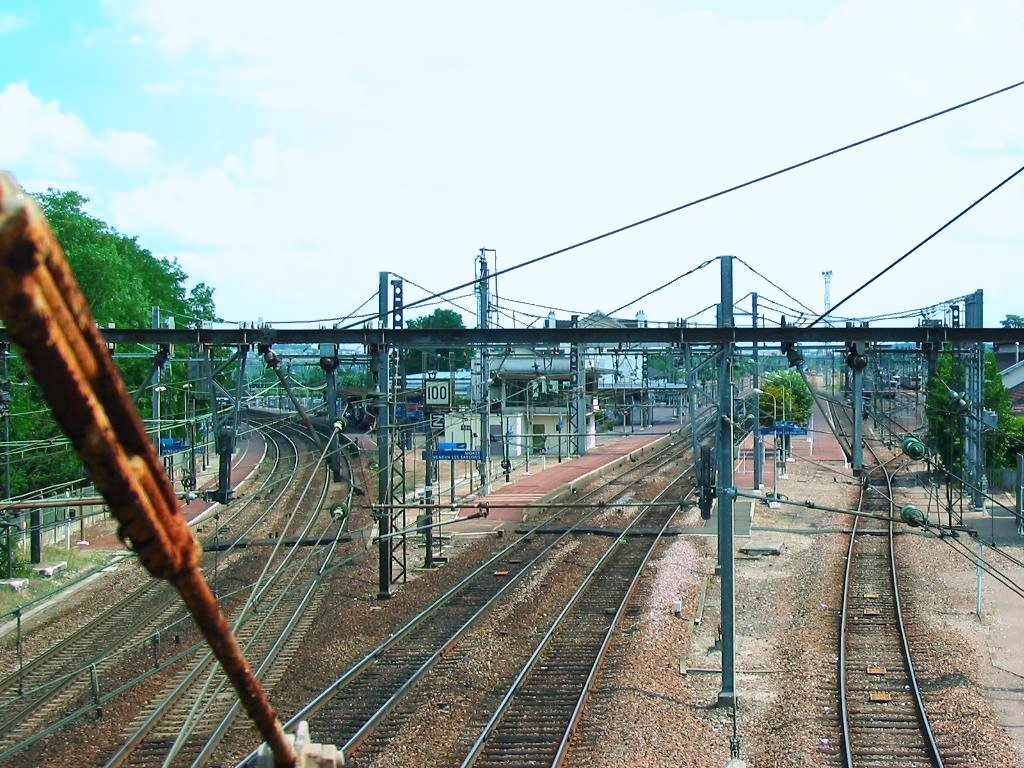
En 2006.

## Histoire

### Gare PLM (1860-1937)
Lors de la construction de la ligne vers Dijon (1849-1851) puis Marseille (1856), la gare desservant la commune était celle de Moret-Saint-Mammès. C'est lors du choix du site de la gare d'embranchement de la ligne de Paris à Lyon par le Bourbonnais qu'il est décidé de créer une nouvelle gare, dite gare de Moret, sur la rive gauche du Loing, à peu de distance en amont du viaduc de Saint-Mammès, sur le territoire de la commune de Veneux-Nadon à environ deux kilomètres en amont de la gare de Saint-Mammès,.

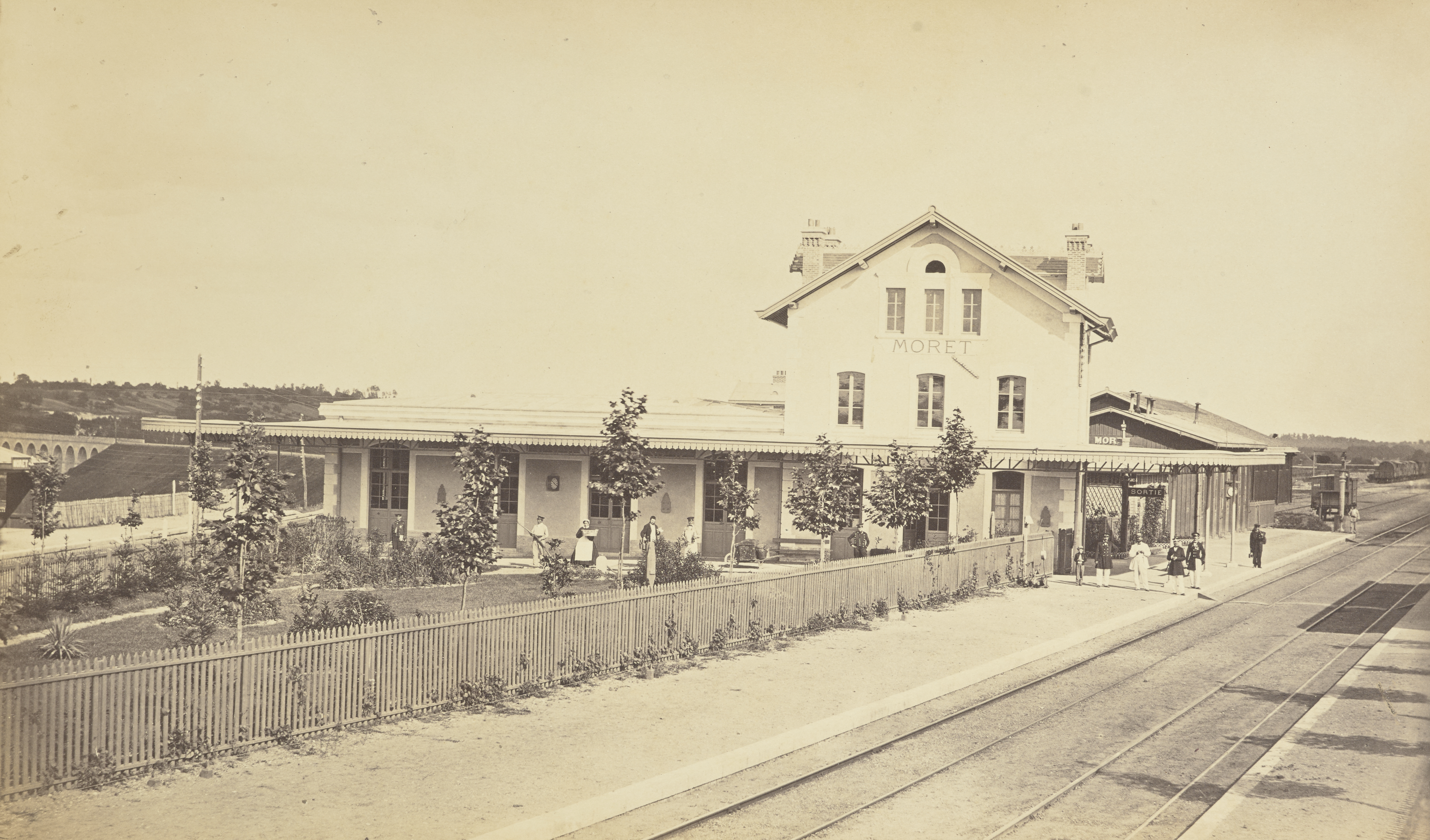
La gare peu après sa construction, vers 1860-1863, avec le bâtiment voyageurs côté ligne du Bourbonnais, à gauche on aperçoit le Viaduc de Saint-Mammès sur la ligne de Bourgogne. Photo d'Auguste Hippolyte Collard (1812-1893).

La « gare de Moret » est mise en service le 14 août 1860 par la Compagnie des chemins de fer de Paris à Lyon et à la Méditerranée (PLM), lorsqu'elle ouvre à l'exploitation le tronçon de Moret à Montargis de la première section de la ligne de Paris à Lyon par le Bourbonnais. Le bâtiment, construit avec des pierres de la carrière des Vorgeois de la Vallée Boucard sur la commune d'Andryes, est disposé entre les deux branches du Y de la bifurcation entre les deux lignes.
En 1866, le prix d'un aller de Paris à « Moret (bifurcation) » coûtait 7,50 F en 1re classe, 5,65 F en 2e classe et 4,15 F en 3e classe. L'année suivante, en 1867, le buffet de la gare placé à l'origine hors de l'enceinte du chemin de fer du Bourbonnais est déménagé dans l'un des bâtiments de la gare donnant directement sur la voie.
En 1881, la gare est agrandie en prévision d'un accroissement du service de trains avec l'ouverture de la ligne de Bourron à Malesherbes. En 1891, on y installe un système télégraphique Claude et une halte-repas de deuxième catégorie pour les troupes. En 1893, les chariots sans fosse de 5 mètres sont remplacés par d'autres de 6,80 mètres et l'asphaltage des quais est complété. En 1899, sur la ligne de Paris à Lyon par la Bourgogne, on modifie des signaux et enclenchements en vue de l'installation du block ; sur la ligne par le Bourbonnais, on installe une nouvelle voie principale avec un élargissement du quai de la voie 2.

La gare vers 1900
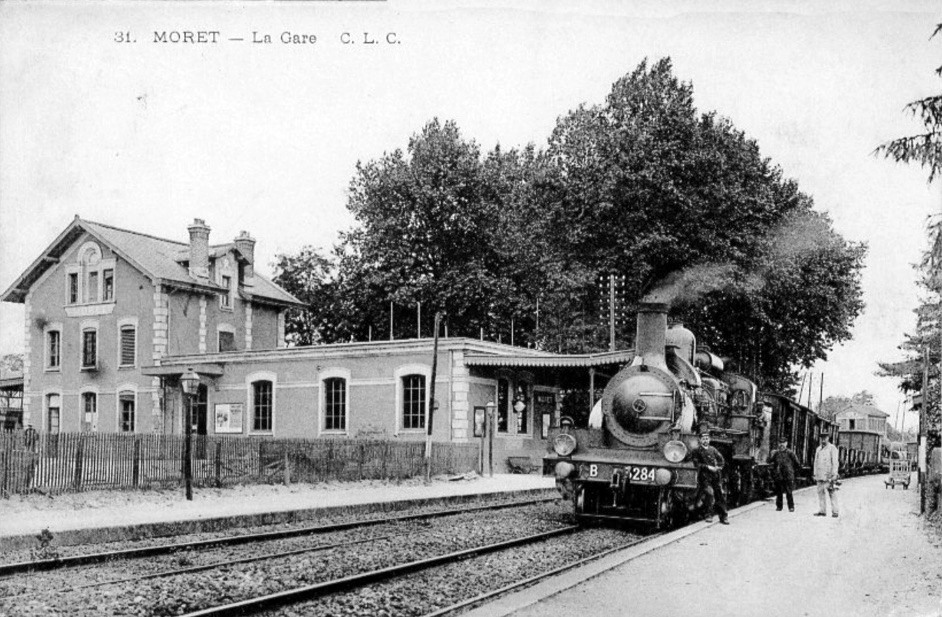
Desserte 040 PLM B 3284 ligne de la Bourdonnais
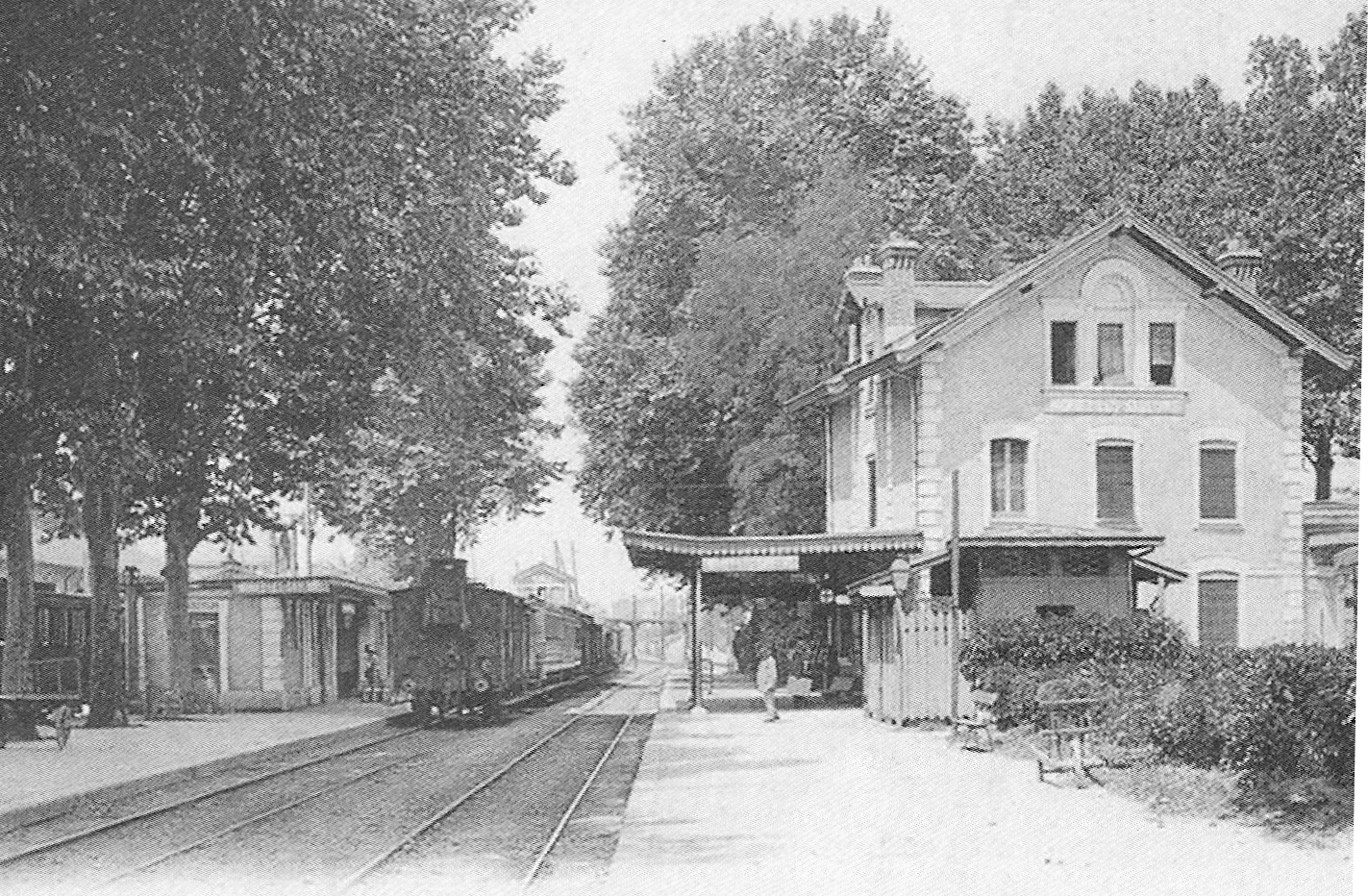
Desserte ligne de Bourgogne.
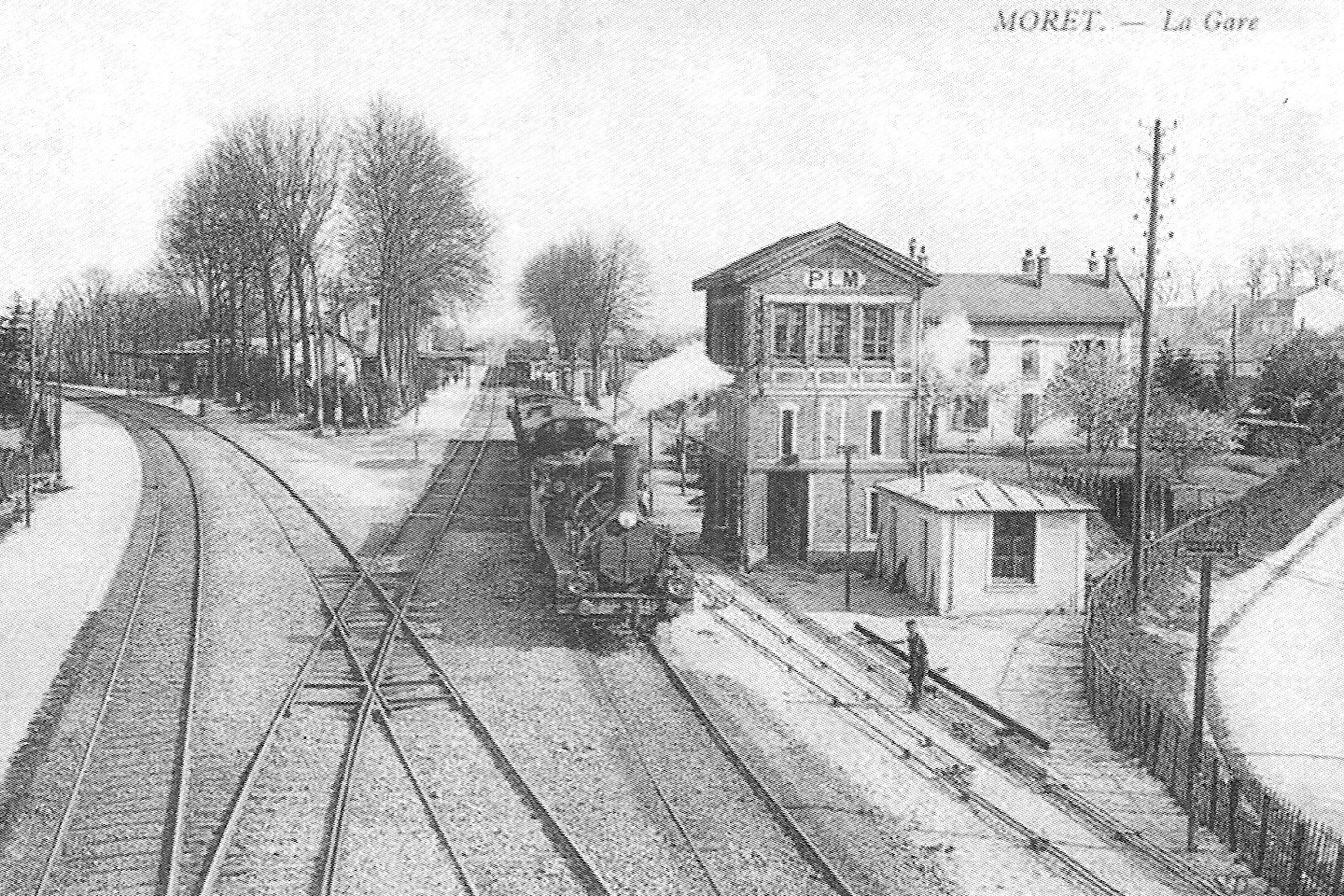
La bifurcation.

En 1906, le conseil municipal de Neneux-Nadon réitère sa demande de modification du nom de la gare en « gare de Moret-les-Sablons ». La proposition est soumise à l'administration. En 1908, le quai de la voie 2 est allongé et remis en état comme celui de la voie 1 et les cabinets d'aisances. Cette même année la demande de construction d'une marquise, sur le quai des voies 2 et 4, est refusée par le ministre du fait que cela ne concerne qu'un faible nombre de voyageurs.
En 1911, la gare, nommée « Moret-les-Sablons », figure dans la « Nomenclature des gares stations et haltes du PLM ». C'est une gare de passage de la ligne de Paris à Marseille et à Vintimille, située entre la gare de Thomery et la gare de Saint-Mammès ; et, par ailleurs, la gare d'origine de la ligne de Moret-les-Sablons à Nimes, avant la gare de Montigny-Marlotte. C'est une gare qui peut expédier et recevoir des dépêches privées ; elle est ouverte au service complet de la grande vitesse et de la petite vitesse.
En 1918, on construit une voie courbe de liaison pour des relations directes entre les deux lignes pour permettre des circulations sans manœuvres d'une ligne à l'autre. Construite en urgence à la demande de l'Administration militaire la ligne et notamment le pont sur l'avenue de la gare sont perfectibles, d'autant qu'il a été décidé que ce raccordement est maintenu à titre définitif. Le PLM a proposé un projet avec notamment la démolition de la pile centrale du pont et l'adoucissement du profil de la route à ses abords et surélévation des trottoirs. Ce projet est adopté le 21 août 1921 par le Ministre des Travaux Publics.
Après plusieurs demande du conseil général, la création d'un passage souterrain est actée en 1929, lorsque la commune de Moret-les-Sablons est autorisé à faire un emprunt de 105 000 francs, remboursable en quatre ans par des surtaxes locales temporaires, pour pouvoir verser une subvention à la compagnie PLM.

### Gare SNCF (depuis 1938)
La ligne est électrifiée en 1950 entre Paris et la gare de Laroche - Migennes. Elle est renommée Moret-Veneux-les-Sablons dans les années 1970. L'activité comme de gare de triage des marchandises, en direction de Paris, a totalement disparu dans la deuxième moitié du XXe siècle.
En 2014, une première partie de la mise en accessibilité de la gare est réalisée ; elle ne concerne que le bâtiment voyageurs.
En juin 2017, débute le chantier d'aménagement du « Pôle Gare » qui comprend des travaux sur l'avenue de la gare, le parvis, la rue Victor-Hugo et la rue Berthelot. Il donne lieu, notamment, à une réfection de la chaussée, des trottoirs, de la gare routière et du dépose minute. En parallèle, un parking relais de 600 places est construit à proximité de la gare. Son coût est de 5,7 millions d'euros, pris en charge par Île-de-France Mobilités et par la SNCF. À partir du 1er juillet 2019, son utilisation peut être gratuite via la carte Navigo annuelle. Cette installation est complétée par un abri sécurisé pour vélos Veligo, qui nécessite un abonnement supplémentaire au passe Navigo. L'ensemble est inauguré par Valérie Pécresse.
En janvier 2021, débutent des travaux de mise en accessibilité des quais et des accès à la gare ; la durée prévue du chantier est de 18 mois et son coût de 161 000 000 euros est pris en charge par Île-de-France Mobilité (50 %), par la SNCF (25 %) et par la Région Île-de-France (25 %). Le chantier consiste à installer trois ascenseurs, à mettre aux normes les escaliers fixes, à créer des toilettes adaptées,  à installer des abris voyageurs, à poser des bandes de guidages, des dalles d'éveil à la vigilance ainsi que des balises sonores et à mettre aux normes l'éclairage. À Moret, la municipalité découvre que le quatrième ascenseur, prévu dans le projet initial pour desservir la nouvelle gare routière, n'est pas programmé. L'association Mobilité réduite a saisi le Défenseur des droits et une pétition est lancée.
En février 2022, la municipalité réagit au risque d'une fermeture du guichet le week-end, consécutif au plan de réorganisation des lignes D et R. La SNCF indique qu'elle cherche à « développer la généralisation des services digitaux et de nouveaux équipements en gare avec par exemple la vente et la validation du passe Navigo sur smartphone ». En mars 2022, une manifestation, contre la fermeture ou la réduction de l'amplitude horaire programmée des guichets de nombreuses gares de la ligne, a lieu à Moret-Veneux-les-Sablons.

## Fréquentation
De 2015 à 2021, selon les estimations de la SNCF, la fréquentation annuelle de la gare s'élève aux nombres indiqués dans le tableau ci-dessous.
| Année     | 2015      | 2016      | 2017      | 2018      | 2019      | 2020    | 2021      |
| --------- | --------- | --------- | --------- | --------- | --------- | ------- | --------- |
| Voyageurs | 1 699 911 | 1 626 767 | 1 580 699 | 1 504 220 | 1 436 155 | 906 114 | 1 502 530 |

## Service des voyageurs

### Accueil
La gare dispose d'un bâtiment voyageurs, avec un guichet Transilien ouvert du lundi au vendredi de 6 h 15 à 12 h 25 et de 13 h 5 à 20 h et les samedis, dimanches et jours fériés de 6 h 45 à 12 h 25 et de 13 h 5 à 20 h. Elle est dotée de distributeurs automatiques Transilien, adaptés aux personnes à mobilité réduite.
Elle comporte quatre quais et six voies :
- les deux voies de la ligne vers Lyon-Part-Dieu, voie 1L (quai 1) à destination de Montereau et voie 2L (quai 2) à destination de Melun ;
- les deux voies de la ligne vers Nevers, voie 1N (quai 3) à destination de Montargis et voie 2N (quai 4) à destination de Melun ;
- deux voies annexes (A et B[e]) utilisées pour l'arrêt des trains régionaux circulant entre Paris-Gare-de-Lyon et Montargis.

Un passage souterrain permet la traversée des voies et l'accès aux quais.

### Desserte
La gare est desservie par les trains de la ligne R du Transilien (réseau Paris Sud-Est) circulant entre Paris et Montereau ou Montargis et, en complément, par des trains TER Bourgogne-Franche-Comté circulant entre Paris-Gare-de-Lyon et Laroche - Migennes. Il s'agit de la gare de bifurcation entre les deux destinations de la ligne R (Montereau et Montargis).

Côté Paris - Montereau ou Laroche - Migennes
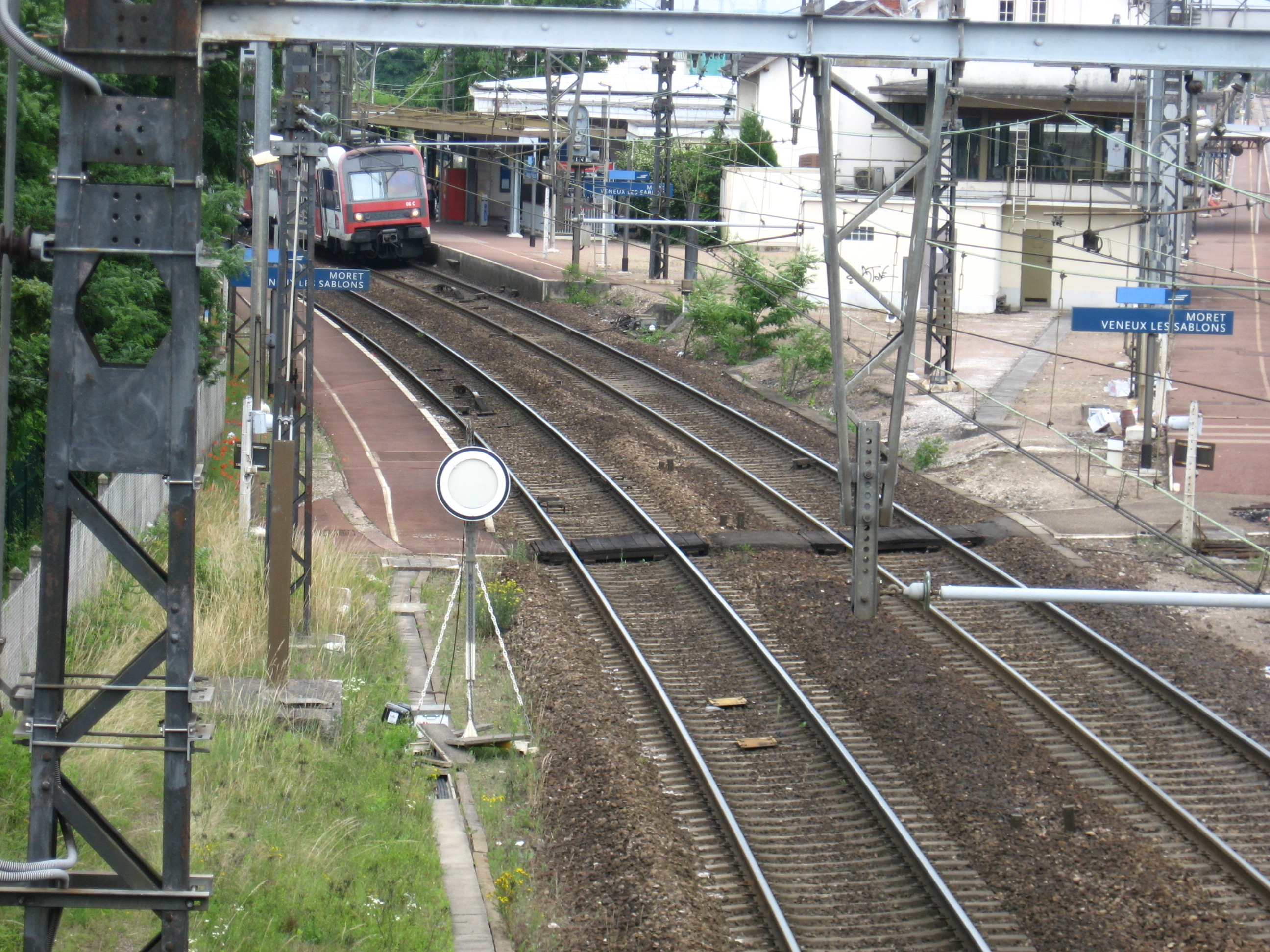
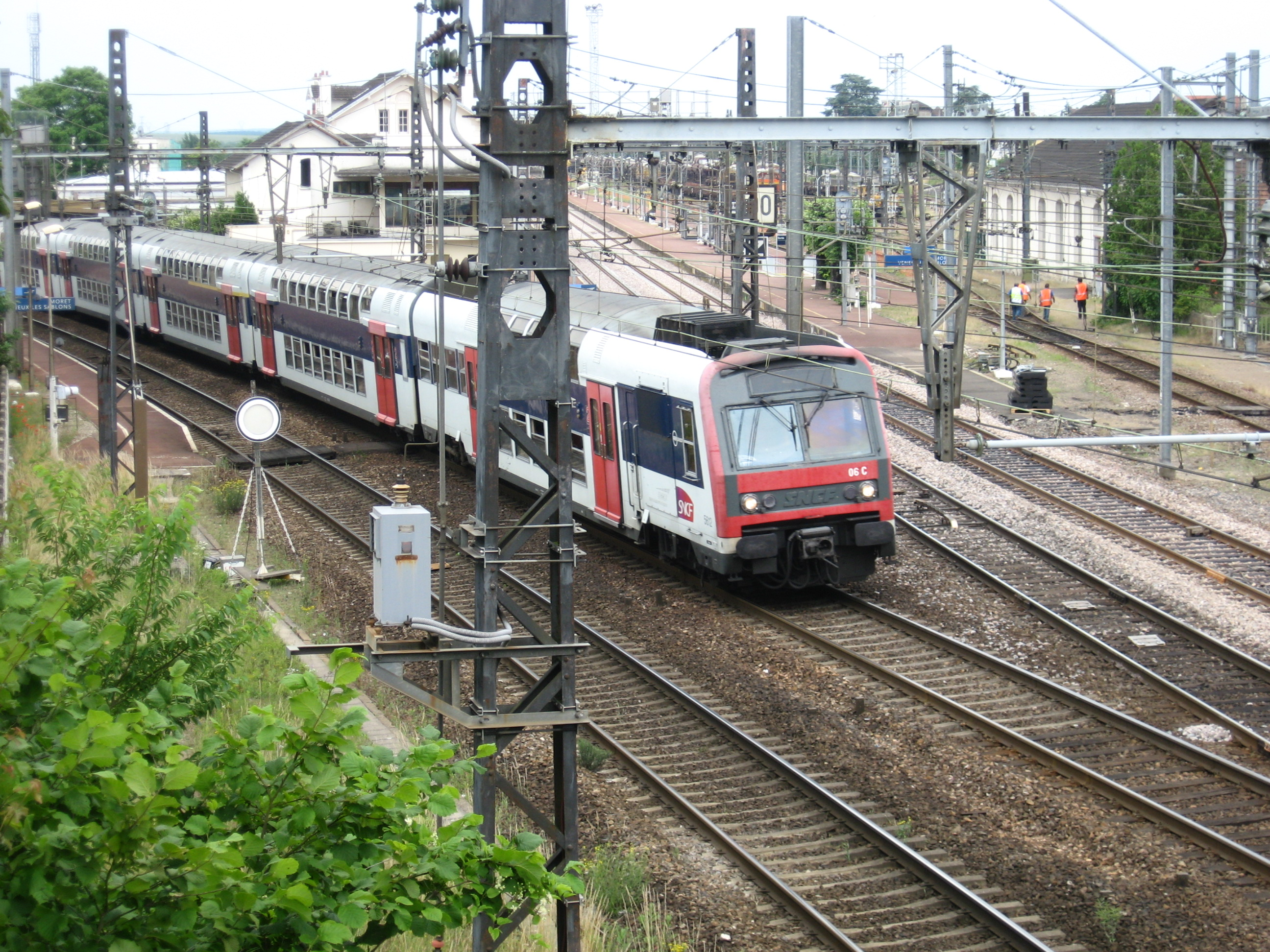
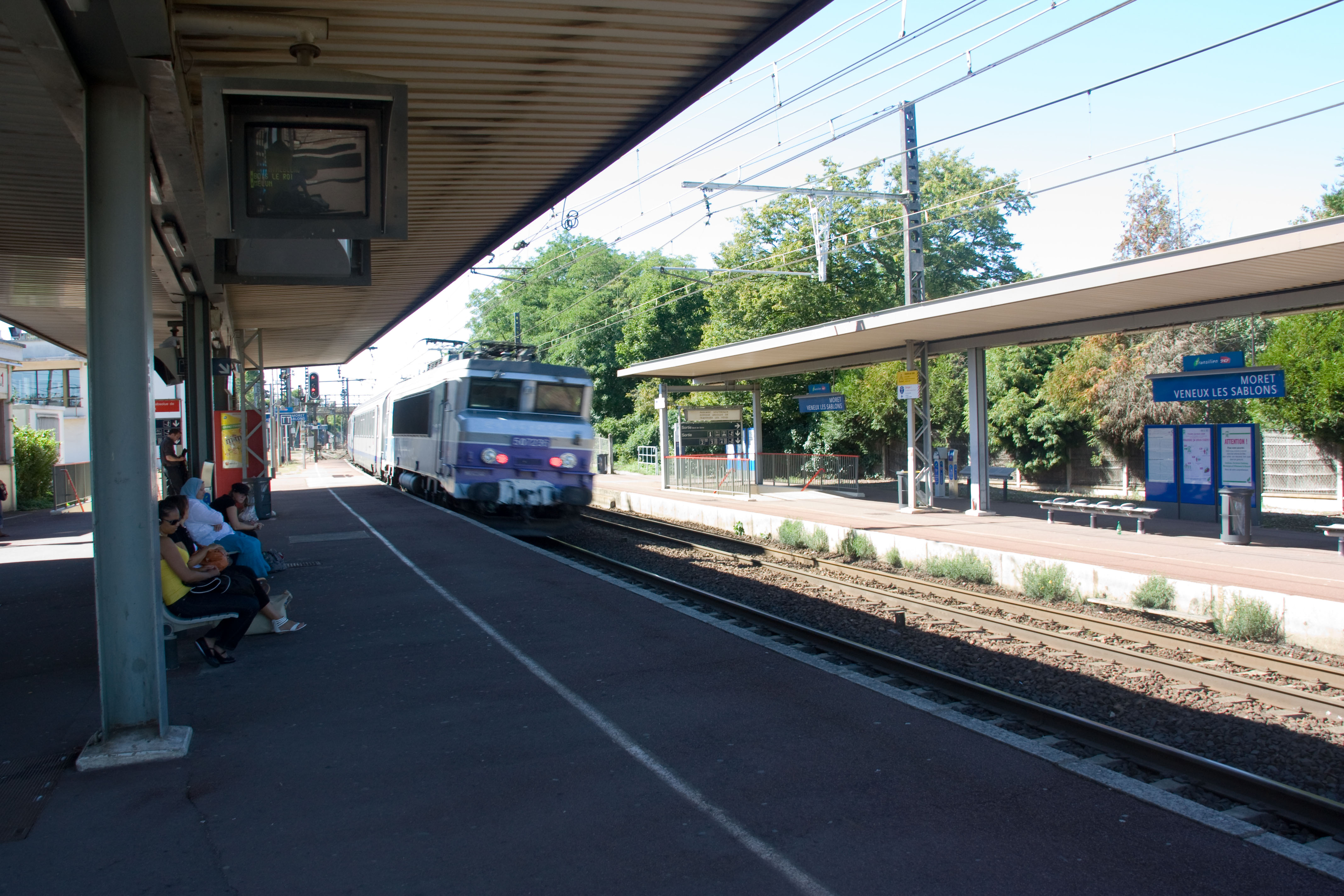

Côté Paris - Montargis
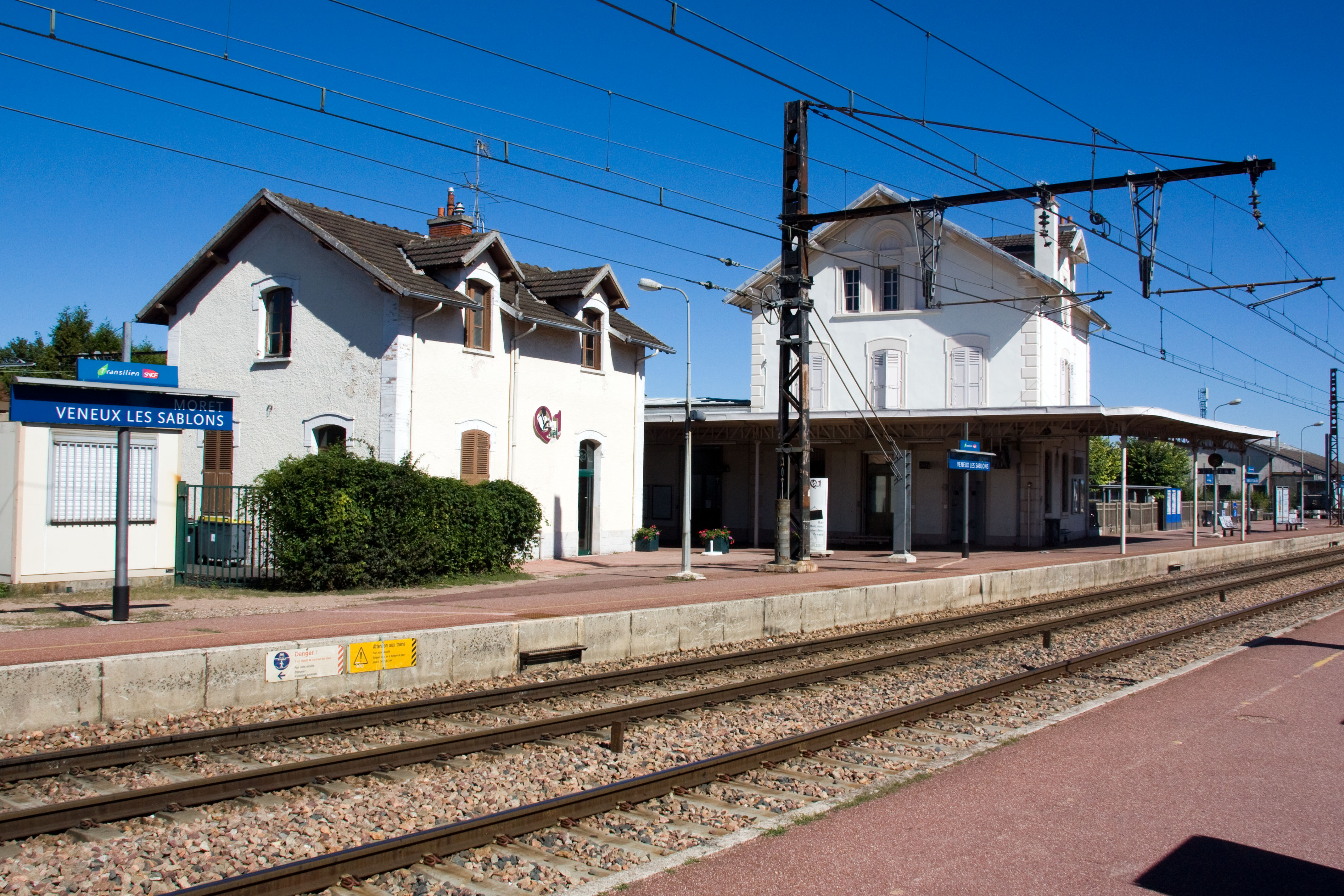
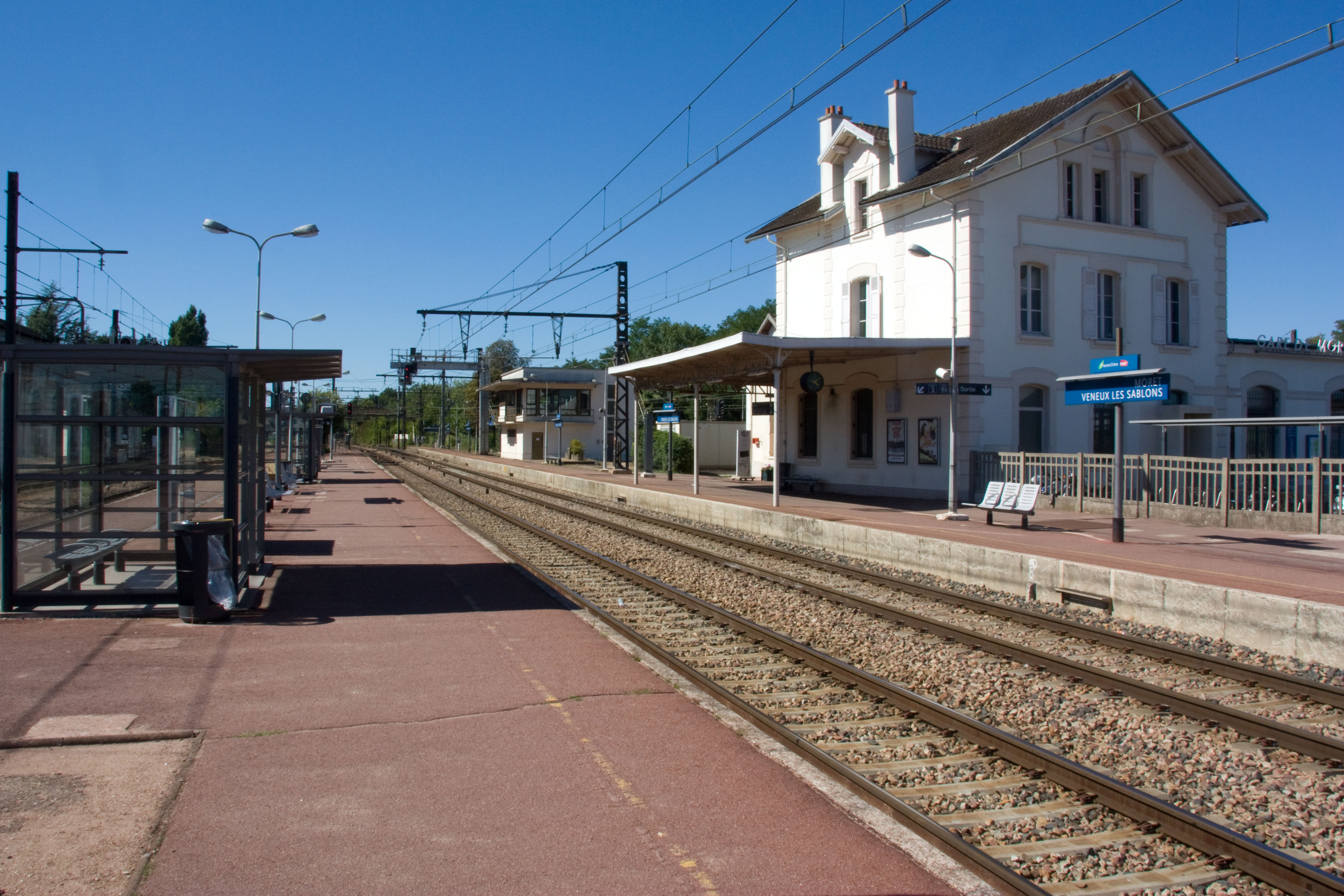
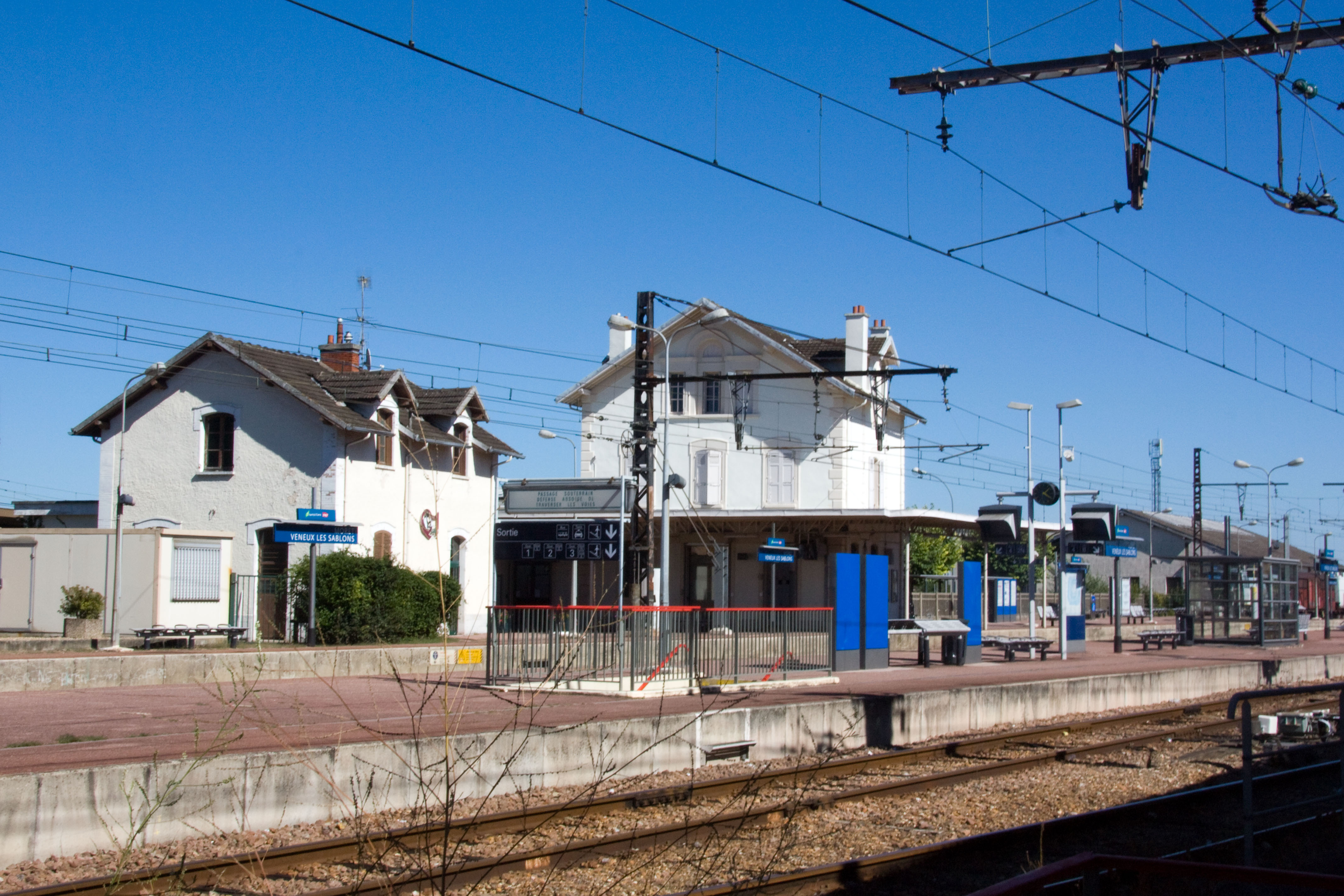

### Intermodalité
Des parkings, gratuits et payants d'une capacité totale de 500 places, y sont aménagés. La gare est desservie par la ligne 3535 du réseau de bus Vallée du Loing - Nemours, par les lignes 3433, 3435, 3437 et Soirée Moret-Veneux-les-Sablons du réseau de bus Fontainebleau - Moret et par le service de transport à la demande « TàD Moret Seine et Loing » et, la nuit, par la ligne N137 du réseau Noctilien.

## Patrimoine ferroviaire
Le bâtiment voyageurs, disposé perpendiculairement aux voies, entre les branches du Y de la bifurcation entre la ligne de Paris-Lyon à Marseille-Saint-Charles (dite aussi ligne de Bourgogne) et de la Ligne de Moret - Veneux-les-Sablons à Lyon-Perrache (dite aussi ligne du Bourbonnais) est « l'une des gares de bifurcation les plus caractéristiques du réseau français ». Par ailleurs il partage un grand nombre de points communs avec les gares construites par le PLM sur la ligne du Bourbonnais. Le bâtiment principal est constitué d'une aile basse de quatre travées (rappelant les petites gares de la section Moret - Montargis) et d'un haut corps de logis à deux étages, identique à ceux des grandes gares de la ligne du Bourbonnais qui possèdent cependant deux ailes surélevées (contre une à Moret-Veneux-les-Sablons). 

Le bâtiment voyageurs
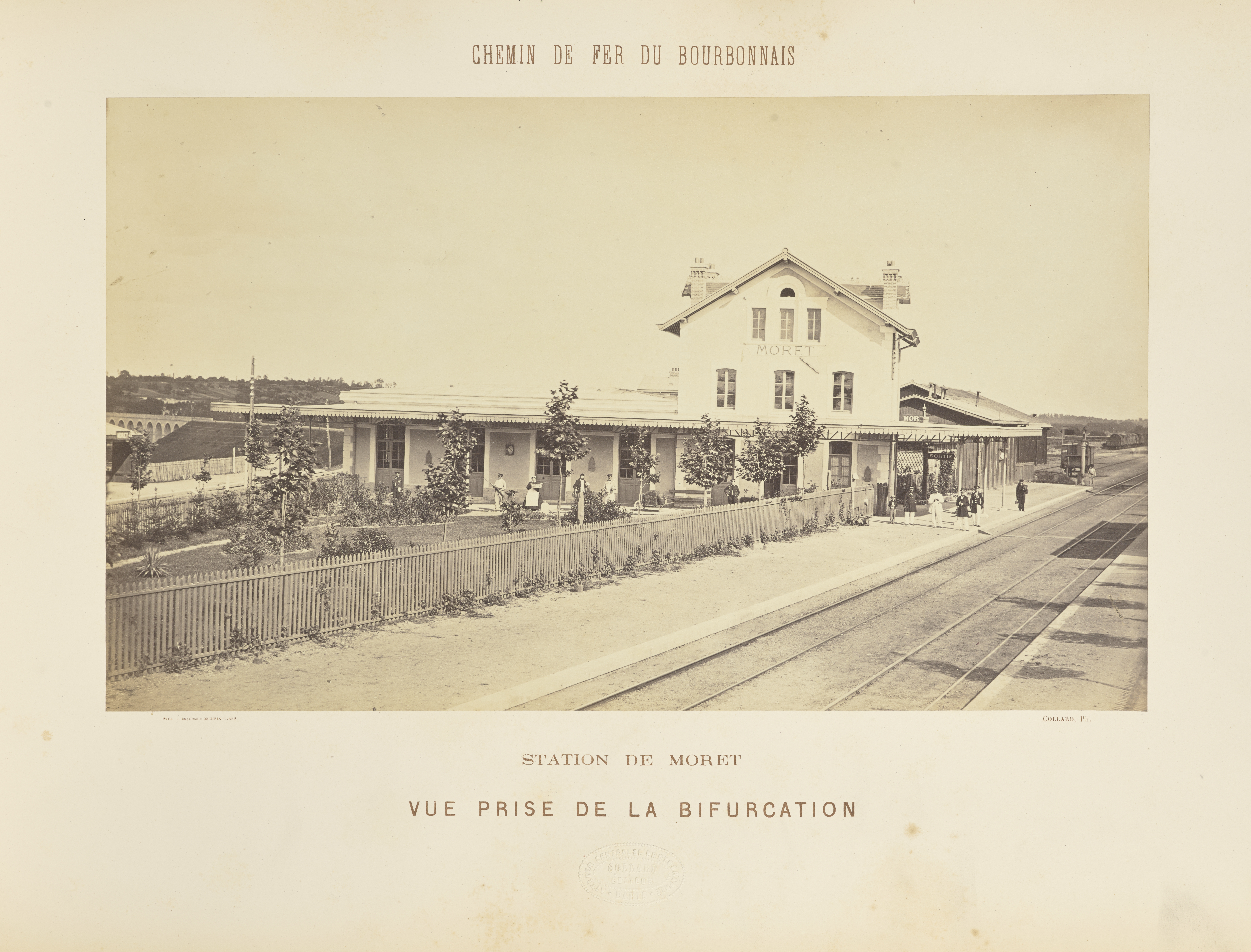
Le bâtiment d'origine en 1860-1861, détruit en 1870.
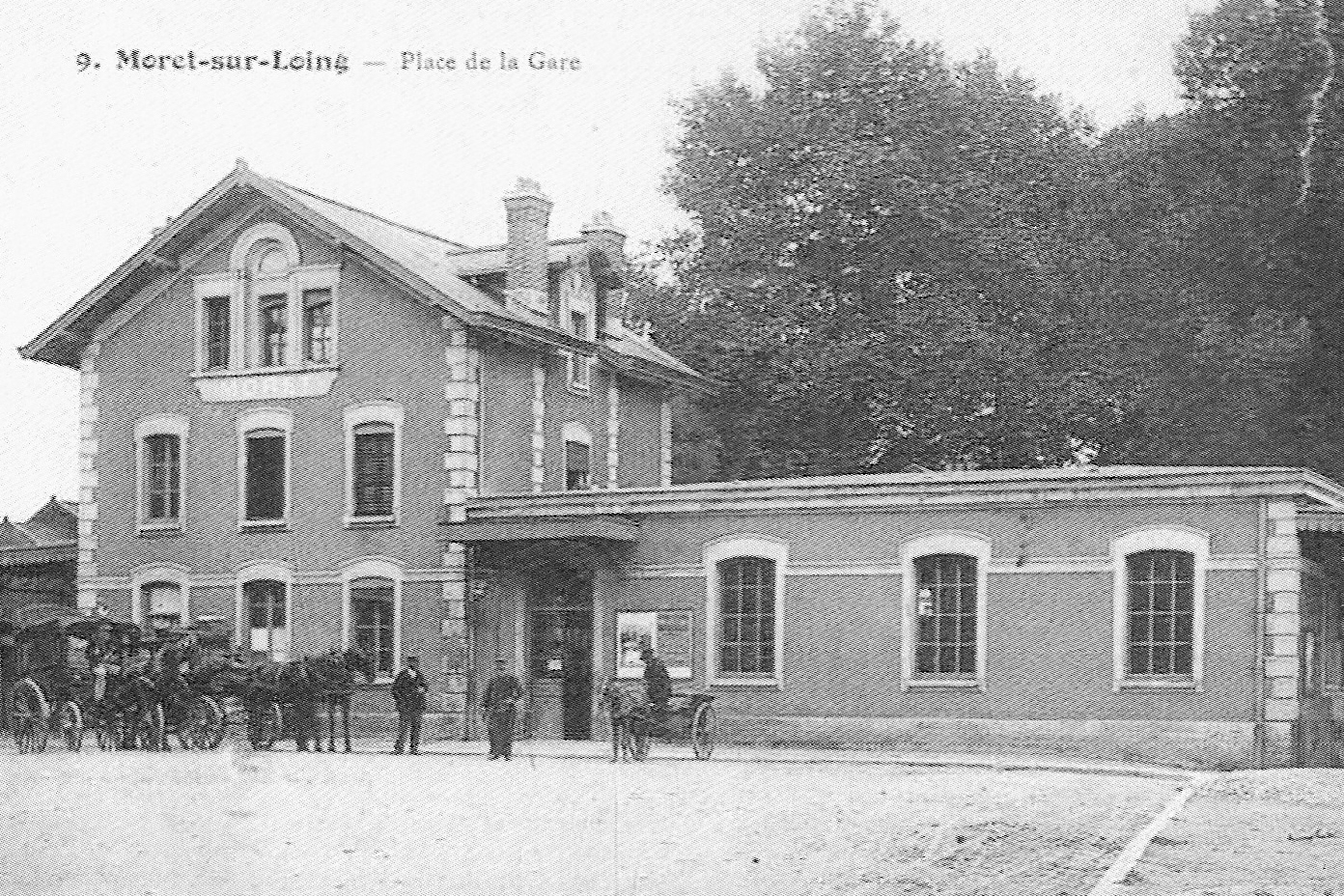
Vers 1900, vue du bâtiment reconstruit en 1881 à l'identique de celui détruit en 1870.
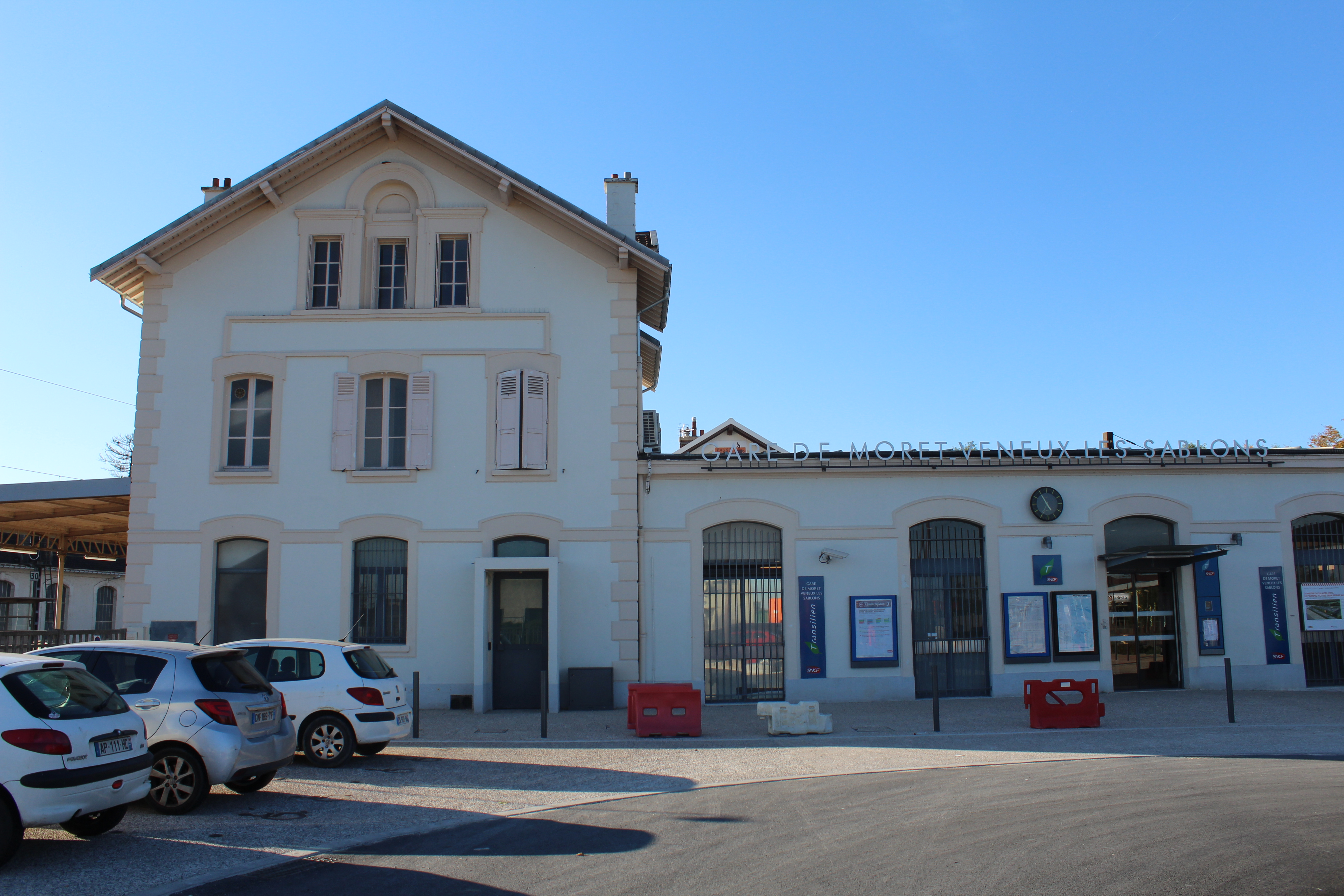
En 2017.

Un second bâtiment plus petit, d'un étage avec chiens-assis, se trouve dans l'axe du bâtiment principal et sert de buffet. La halle à marchandises, de type PLM, se trouve à proximité. Face à la gare, du côté de Veneux-les-Sablons, l'ancienne remise à locomotives et plusieurs bâtiments annexes sont toujours présents.